# George Neville Watson
George Neville Watson (Devon, 31 de janeiro de 1886 — Leamington Spa, 2 de fevereiro de 1965) foi um matemático britânico.
Seu principal campo de interesse foi a análise matemática.